# Lędowo (powiat słupski)
Lędowo (kaszb. Lãdowò, niem. Lindow) – wieś w Polsce położona w województwie pomorskim, w powiecie słupskim, w gminie Ustka. 
Wieś jest siedzibą sołectwa Lędowo w którego skład wchodzą również miejscowości Lędowo-Osiedle, Modła i Modlinek.
W latach 1975–1998 miejscowość administracyjnie należała do województwa słupskiego.

## Nazwa
Nazwa ma charakter topograficzny i wywodzi się od psł. nazwy pospolitej *lędo „odłóg, ugór” z formantem -owo. Niemiecka nazwa Lindow jest adaptacją fonetyczną nazwy słowiańskiej z adideacją do rzeczownika pospolitego Linde „lipa”.
Rada Języka Kaszubskiego proponuje kaszubską formę nazwy Lãdowò.